# 나아봉길로
나아봉길로(Naabonggil-ro)는 경상북도 경주시 양남면 나산초등학교와 문무대왕면 봉길리 교차로를 잇는 경상북도의 도로이다.
기존 동해안로가 월성원자력발전소 부지에 포함되면서 폐쇄되자 우회도로를 건설한 것이다.

## 연혁
- 2012년 9월 27일 : 경주시 양남면 읍천리 ~ 양북면 봉길리 6.0km 구간 확장 개통, 기존 6.9km 구간 폐지[1]
- 2013년 4월 15일 : 도로명으로 나아봉길로를 고시[2]

## 주요 경유지
경상북도
- 경주시 (양남면 - 문무대왕면)

## 노선
전 구간 국도 제31호선에 속하므로 이에 대한 별도 표기는 생략한다.
| 이름          | 접속 노선                | 소재지 | 소재지 | 비고        |
| ------------- | ------------------------ | ------ | ------ | ----------- |
| 나산초등학교  | 국도 제31호선 (동해안로) | 경주시 | 양남면 |             |
| 읍천 교차로   | 나아1길 나아2길          | 경주시 | 양남면 |             |
| 나아 교차로   | 동해안로 나아3길         | 경주시 | 양남면 |             |
| 나산 교차로   | 나산상라길               | 경주시 | 양남면 |             |
| 나산천교      |                          | 경주시 | 양남면 |             |
| 봉길터널      |                          | 경주시 | 양남면 | 연장 2,430m |
| 봉길터널      | 문무대왕면               | 경주시 |        | 연장 2,430m |
| 봉길리 교차로 | 국도 제31호선 (동해안로) | 경주시 |        |             |